# Schiste bleu

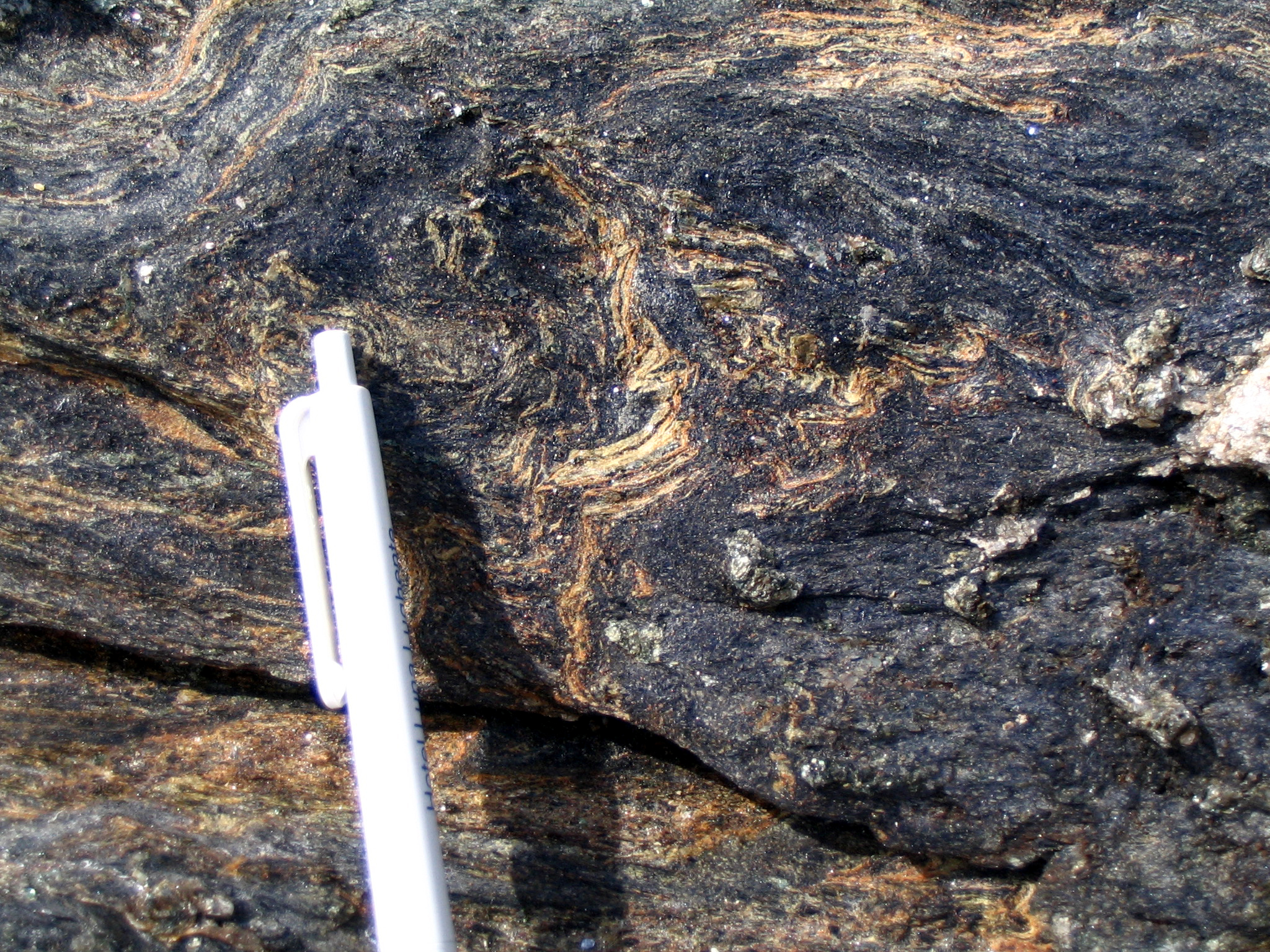
Schiste bleu, île de Groix, France.

Le schiste bleu (ou glaucophanite, ou schiste à glaucophane) est une roche métamorphique caractérisée par la présence de glaucophane (couleur bleue) et de mica blancs. Elle présente des tons bleuâtres ou légèrement violets. Son composant principal est le glaucophane, mais elle peut aussi présenter une grande variété de minéraux accessoires (calcite, grenat, quartz…).
Les schistes bleus sont des marqueurs de la subduction de la plaque océanique sous la plaque continentale.

## Formation
- En vieillissant, les gabbros et basaltes issus de la dorsale océanique se sont hydratés pour former des métabasites (métagabbros et métabasaltes), riches en minéraux hydratés tels la chlorite ou l'actinote.
- Ce sont ces roches hydratées de la croûte océanique qui vont entrer en subduction.
- Cette subduction entraîne, lors de l'augmentation de la pression, une déshydratation de la croûte plongeante, avec formation de minéraux moins hydratés comme le glaucophane, de couleur bleutée.
- La réaction est alors la suivante : Plagioclase + Chlorite + Actinote {\displaystyle \rightarrow } Glaucophane + Eau.

## Métamorphisme des schistes bleus
La déshydratation se poursuit lors de la subduction et métamorphise les schistes bleus en éclogites.